# Liste der Biografien/Kles
Liste der Biografien |
Portal Biografien |
Personensuche
# |
A |
B |
C |
D |
E |
F |
G |
H |
I |
J |
K |
L |
M |
N |
O |
P |
Q |
R |
S |
T |
U |
V |
W |
X |
Y |
Z |
?
 
Ka |
Kb |
Kc |
Kd |
Ke |
Kf |
Kg |
Kh |
Ki |
Kj |
Kl |
Km |
Kn |
Ko |
Kp |
Kr |
Ks |
Kt |
Ku |
Kv |
Kw |
Ky |
Kx |
Kz
 
Kla |
Kld |
Kle |
Kli |
Klj |
Klo |
Klu |
Kly
 
Klea |
Kleb |
Klec |
Kled |
Klee |
Klef |
Kleg |
Kleh |
Klei |
Klej |
Klek |
Klem |
Klen |
Kleo |
Klep |
Kler |
Kles |
Klet |
Kleu |
Klev |
Klew |
Kley |
Klez
Die Liste der Biografien führt alle Personen auf, die in der deutschsprachigen Wikipedia einen Artikel haben. Dieses ist eine Teilliste mit 49 Einträgen von Personen, deren Namen mit den Buchstaben „Kles“ beginnt.

## Kles
- Kles, Henning (* 1970), deutscher Maler

### Klesc
- Klesch, A. Gary (* 1947), US-amerikanischer Unternehmer und Firmengründer
- Klesch, Christoph (1632–1706), karpatendeutscher evangelischer Theologe und Lyriker
- Klesch, Daniel (1624–1697), lutherischer Theologe und Lyriker
- Kleschnjow, Waleri Wladimirowitsch (* 1958), sowjetischer Ruderer
- Kleschtschenko, Nikita (* 1996), russisch-kasachischer Eishockeyspieler
- Kleschtschowa, Darja Alexandrowna (* 1998), russische Rhythmische Sportgymnastin
- Kleschtschukowa, Arina (* 1998), kirgisische Leichtathletin
- Klesczewski, Diethelm (* 1960), deutscher Jurist und Professor an der Universität Leipzig
- Klesczewski, Reinhard (1933–2011), deutscher Romanist, Italianist und Literaturwissenschaftler

### Klese
- Klesel, Abraham (1636–1702), deutscher Theologe und Kirchenlieddichter
- Kleser, Rolf (1939–2022), deutscher Fußballtrainer und -spieler

### Klesh
- Klesheim, Anton von (1812–1884), österreichischer Dichter und Schauspieler

### Klesi
- Klesin, Franziskus (1643–1708), deutscher Abt
- Klesius, Wolfgang (1963–2023), deutscher Pianist, Klavierpädagoge, Autor

### Klesk
- Kleski, Jan (1860–1934), Abgeordneter, Mitglied des Sejm

### Klesl
- Klesla, Rostislav (* 1982), tschechischer Eishockeyspieler

### Klesn
- Klešniks, Evars (* 1980), lettischer Handballspieler

### Klesp
- Klesper, Ernst (1927–2017), deutscher Chemiker

### Kless
- Kless Edler von Drauwörth, Anton (1882–1961), österreichischer Offizier sowie SS-Brigadeführer
- Kless, Friedrich (1906–1994), deutscher Generalmajor in der Luftwaffe der Wehrmacht während des Zweiten Weltkriegs
- Kless, Johann (1669–1720), deutscher lutherischer Theologe und Kirchenliedkomponist
- Klesse, Anne (* 1977), deutsche Journalistin
- Klesse, Brigitte (1929–2014), deutsche Kunsthistorikerin und Museumsdirektorin
- Klesse, Eva (* 1986), deutsche Jazzmusikerin (Schlagzeug, Komposition)Eva Klesse (* 1986)
- Klesse, Matthias (* 1974), deutscher Autor

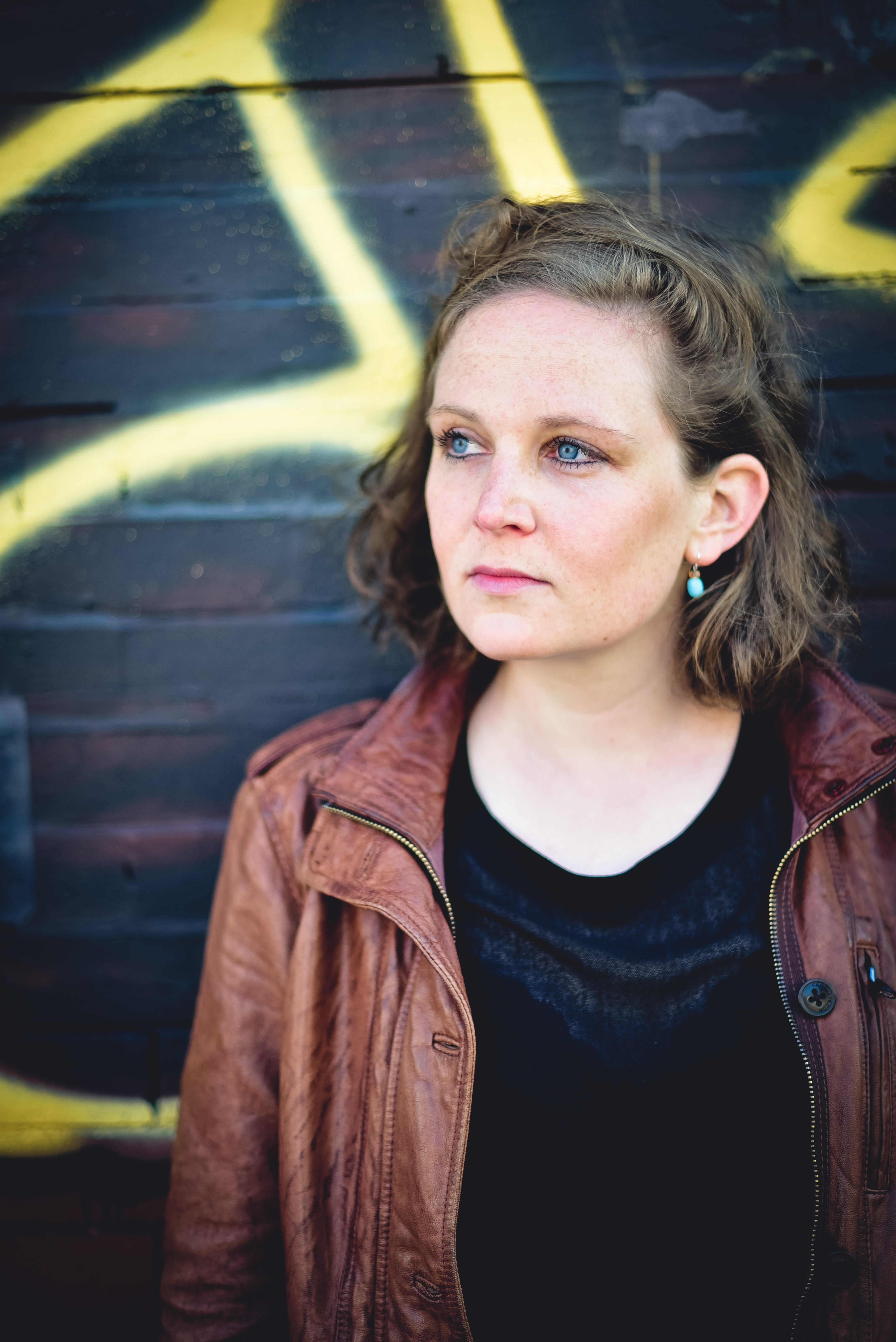
Eva Klesse (* 1986)

- Klesse, Max (1896–1963), deutscher Arzt, Historiker und Widerstandskämpfer gegen den Nationalsozialismus
- Klesse, Reinhard (1932–2014), deutscher Bildhauer und Maler
- Klesse, William R. (* 1946), US-amerikanischer Manager
- Klessen, Eberhard (* 1949), deutscher Skilangläufer und Bundestrainer
- Kleßen, Pascal (* 1992), deutscher Schauspieler
- Klesser, Lynn (* 2001), niederländische Handballspielerin
- Klessinger, Josef (* 1915), deutscher Politiker (WAV), MdL Bayern
- Klessinger, Martin (* 1934), deutscher Chemiker
- Klessinger, Reinhard (* 1947), deutscher Bildhauer und Zeichner
- Kleßmann, Christoph (* 1938), deutscher Historiker
- Kleßmann, Eckart (* 1933), deutscher Journalist, Schriftsteller und Historiker
- Kleßmann, Ernst (1899–1986), deutscher Theologe und evangelischer Pfarrer
- Kleßmann, Gustav (1893–1974), deutscher Chirurg, Leiter des Kreiskrankenhauses in Lemgo
- Klessmann, Michael (* 1943), deutscher evangelischer Praktischer Theologe, Pastoralpsychologe und Hochschullehrer
- Klessmann, Rüdiger (1927–2020), deutscher Kunsthistoriker

### Klest
- Klestadt, Walter (1883–1985), deutschamerikanischer HNO-Arzt
- Klestil, Edith (1932–2011), österreichische First Lady
- Klestil, Thomas (1932–2004), österreichischer BundespräsidentThomas Klestil (1932–2004)

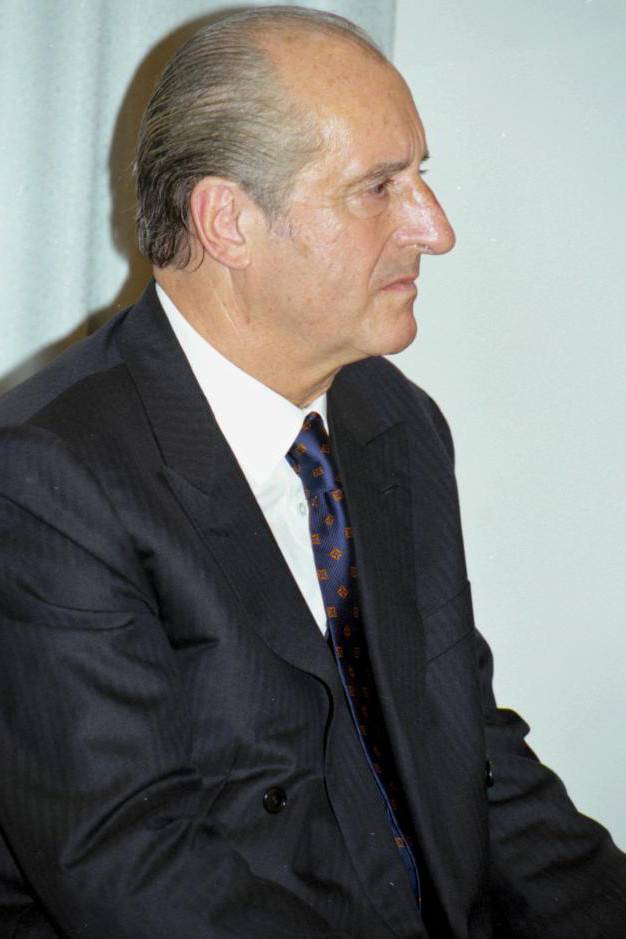
Thomas Klestil (1932–2004)

- Klestil-Löffler, Margot (* 1954), österreichische Diplomatin
- Kleštincová, Lucia (* 1985), Expertin für europäische Politik und Digitalisierung und Politiker (Volt)

### Klesy
- Klesyk, Andrzej (* 1962), polnischer Volkswirt und Manager

### Klesz
- Kleszcz, Grzegorz (* 1977), polnischer Gewichtheber
- Kleszcz, Piotr (* 1967), polnischer römisch-katholischer Ordensgeistlicher, Weihbischof in Łódź